# شيريك ماكمانيس
شيريك تيرافيس ماكمانيس (بالإنجليزية: Sherrick McManis)‏ (من مواليد 19 ديسمبر 1987) هو لاعبٌ حر في كرة القدم الأمريكية، وقد أعارهُ فريق هيوستن تكسانز في الجولة الخامسة من بطولة الدرافت لكرة القدم الأمريكية لعام 2010 [الإنجليزية]، مع أنّه متخصصٌ في كرة القدم الأمريكية الجامعية حيثُ كان يُشارك مع فريقه نورث وسترن.

## روابط خارجية
- هيوستن تكساس بيو
- السيرة الذاتية لكرة القدم Northwestern Wildcats
- شيكاغو بيرز بيو